# Hands (warenhuis)

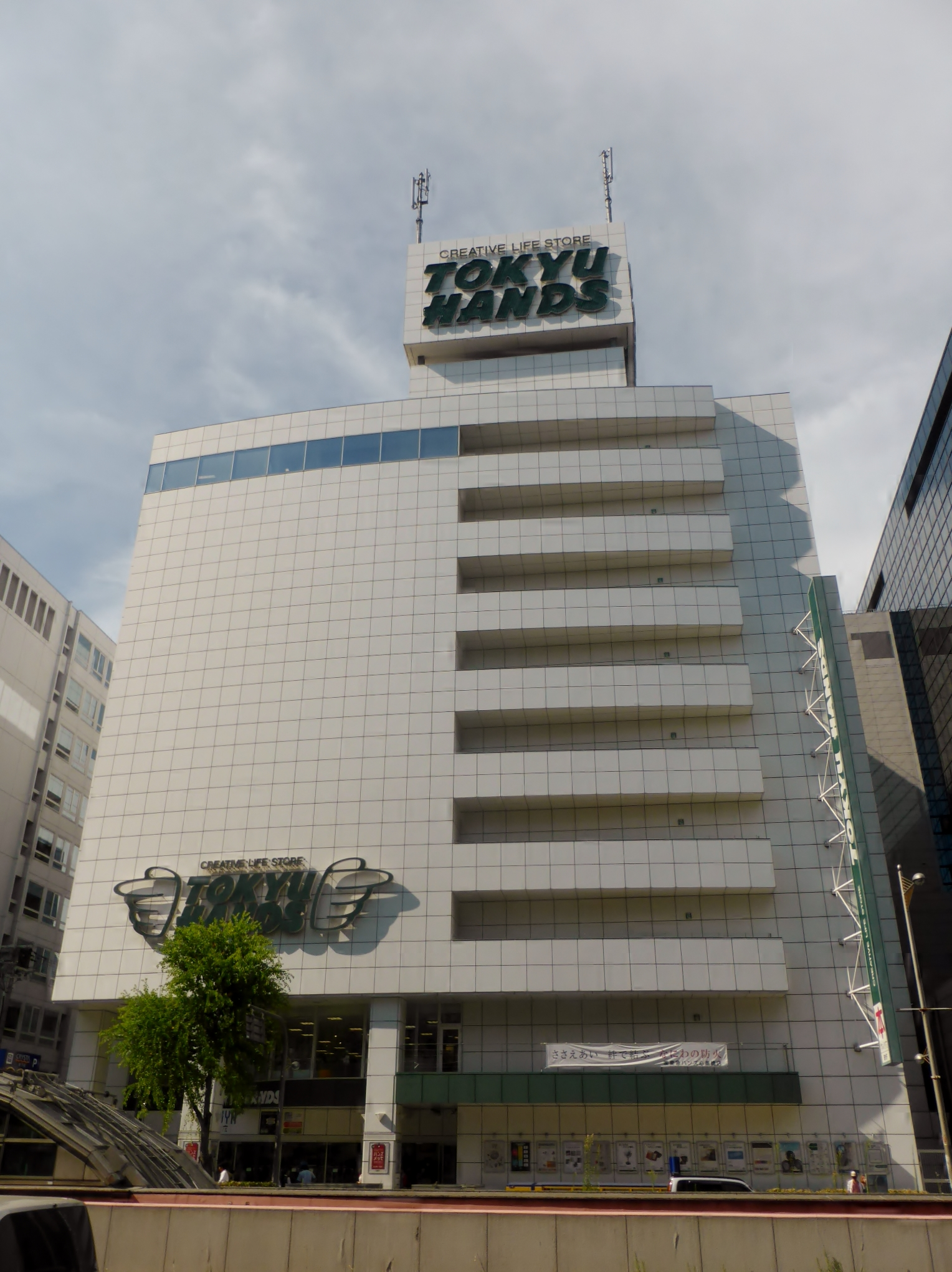
Tokyu Hands Shinsaibashi- winkel in Chuo-ku, Osaka

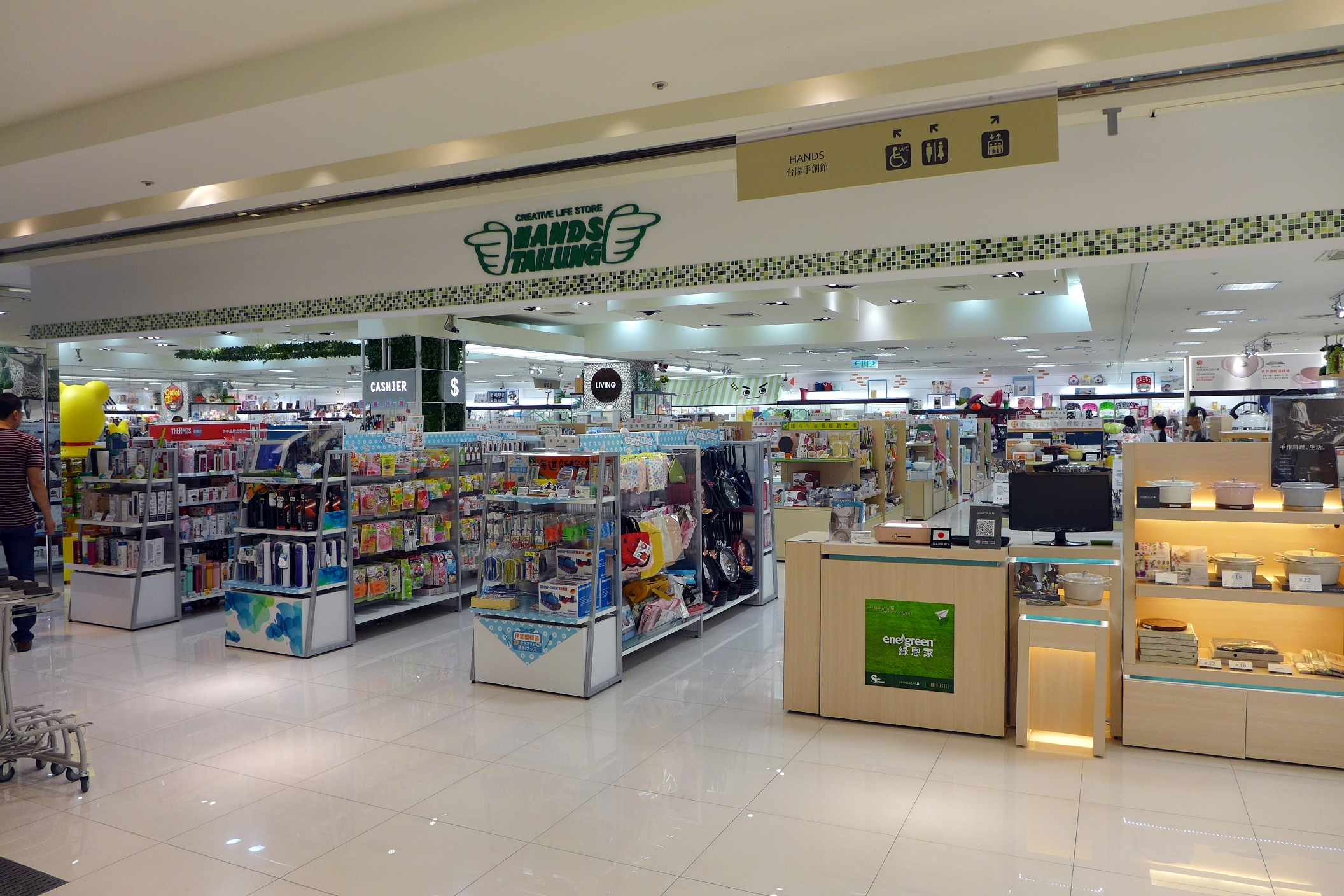
Tokyu Hands in het Breeze Centre in Taipei

Hands Inc. (株式会社ハンズ, Kabushiki gaisha Hanzu) , bekend als Hands (voorheen Tokyu Hands), is een Japanse warenhuisketen. Hands maakt nu deel uit van Cainz, dat op zijn beurt weer onderdeel is van de Beisia Group. 

## Geschiedenis
Tokyu Hands opende in 1976 zijn eerste winkel in Shibuya, Tokio als een doe-het-zelfwinkel, vandaar het logo met twee Handen en de nadruk op ambachten en materialen voor projecten.
De naam Tokyu Hands was een verwijzing naar haar toenmalige moedermaatschappij, de Tokyu Group keiretsu. Cainz kocht het merk in maart 2022 en hernoemde de winkel in Hands.
Tegenwoordig richt Hands zich op hobby-, doe-het-zelf- en lifestyleproducten. Het assortiment van de vlaggenschipwinkel in Shibuya omvat speelgoed, spellen, trendartikelen, cadeaubonnen, inpakpapier, kostuums, fietsen, reisproducten (zoals bagage en kampeeruitrusting), hobbymaterialen, huishoudelijke apparaten, gereedschap, doe-het-zelfpakketten, benodigdheden voor huisdieren, kantoorbenodigdheden en schrijfwaren; kalligrafie-, schilder- en tekenbenodigdheden, meubilair, verlichting, huishoudelijke apparaten en opbergoplossingen.
De meeste vestigingen bieden gratis workshops aan  en tijdens drukke periodes (weekenden en feestdagen) worden er op verschillende verdiepingen demonstraties gegeven. Voor aankopen die u niet op direct zelf mee naar huis kunt nemen, is er een bezorgservice beschikbaar.
In het filiaal in Ikebukuro was een kattencafé gevestigd met de naam Nekobukuro, wat 'Kattenhuis' betekent. Het was een van de eerste van dergelijke cafés in de stad. Tegen betaling van een extra toegangsprijs konden klanten zo'n 20 katten in het café ontmoeten. De vestiging in Ikebukuro presteerde echter als geheel ondermaats en werd op 31 oktober 2021 gesloten. 

## Winkels

### Japan
Hands exploiteerde anno 2022 49 winkels in Japan,  waaronder in:
- Tokio

- - Shibuya
  - Shinjuku
  - Tokio station
  - Ginza

- Yokohama
- Chiba
- Sapporo
- Shizuoka
- Nagoya
- Kioto
- Nara
- Osaka

- - Umeda
  - Namba
  - Shinsaibashi

- Hiroshima
- Fukuoka
- Nagasaki
- Kumamoto
- Kagoshima
- Okinawa

- - Naha
  - Urasoe

### Singapore
In Singapore opende Hands in 2014 zijn eerste winkel in Westgate. Anno 2022 exploiteerde de onderneming vijf winkels in het land. 
Deze filialen waren in:
- Orchard Central
- Suntec City
- Great World City
- Jewel Changi Airport
- Paya Lebar Quarter

### Taiwan
In 2000 werd een buitenlandse vestiging van Tokyu Hands, genaamd Hands Tailung (台隆手創館), geopend in het Ximending- gebied in Taipei. In 2017 exploiteerde Hands Tailung 15 winkels in Taiwan. 